# Charles City (Virginia)
Charles City település az Amerikai Egyesült Államok Virginia államában, Charles City megyében, melynek megyeszékhelye is. Lakosainak száma 104 fő (2020. április 1.).

## Népesség
A település népességének változása:

| 2010 | 133 |
| 2020 | 104 |